# Тваринництво на Русі

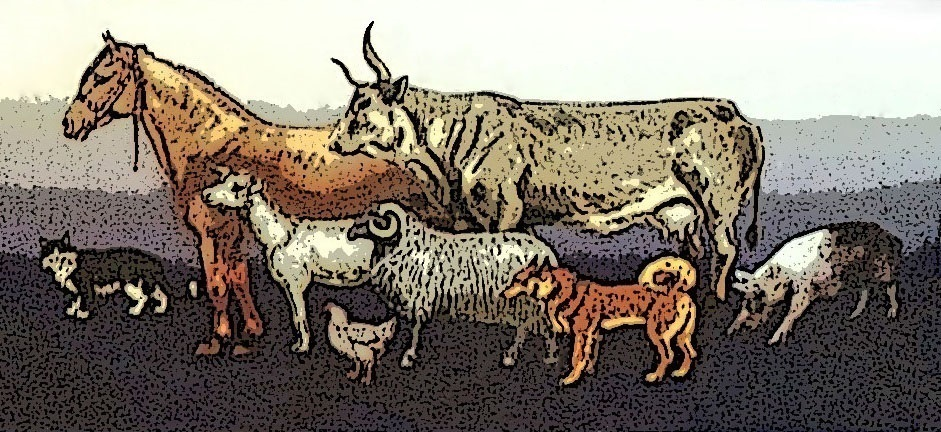
Домашні тварини Київської Русі

Тваринництво — галузь господарства, що займається розведенням корисних свійських тварин.

## Значення тварин наРусі
Слово скот на Русі був рівносильним слову гроші, а слово скотниця значило сховище, де перебувало багатство. Володимир велів давати бідним «от скотниц купами». На скот міняли та купували необхідні речі. Такий звичай давати  при покупці на додаток овець, корів зустрічається ще в 14 столітті в купців. Тварин продавали на ринку, про що також можна дізнатися з Руської Правди до 1055 року. В Псковській судній грамоті йдеться як купляти корову по взаємній згоді — по закінченню торгу телят не вимагати. Якщо корова виявиться хворою, то віддати її назад. В Руських князів були свої стада коней, якими займалися спеціальні конюхи, коневники та овчарі. Про це, зокрема, згадується в Руській Правді, що з Ігорем Святославичем Сіверським був в полоні конюх. Південна Русь була багатша скотом і зокрема кіньми, ніж північна, тому що там були хороші пасовища, до того ж через близькість до кочових народів можна було дешевше та легше отримати скот. Також птахівництво було однією з галузей сільського господарства. Птахів тримали як для особистого споживання, так і для торгівлі.

## Археологічні дані
Археологічні знахідки свідчать, що були поширеними коні, корови, вівці, свині, собаки, кози тощо.  Про це свідчить і Руська правда, яка вказує на те, що вони були важливими в господарстві. З приводу археологічних знахідок: проводилося дослідження на Спаській-35, на Подолі. Там знайдено безліч фрагментів кісток. Серед цих кісток переважна більшість (6168 фрагментів) була домашнім видом, де переважала корова, рогата худоба, свиня, кінь та собака. Були й коти, що охороняли зерно від гризунів.
Крім того, статево-віковий склад стада вказує на вирощування корів заради молока. Звичні нам остеологічні (кістні) показники були іншими. Меншими відносно сучасних представників були свині та вівці. Не менш цікавим є те, що знайдено 51 фрагмент кісток диких видів. З них були тур-зубри, тур-корови, олені, зайці і тд.
Кількісне співвідношення між кістковими залишками диких і свійських тварин свідчать, що з найважливіших галузей господарства (поруч із землеробством) було також полювання. Воно відігравало на Русі значну роль, тому й використовували мисливських собак.
Серед кісток тварин найбільша кількість належала кухонним решткам. У загальних рисах можна простежити способи поділу туші, незважаючи на їх вид. Перед поділом з тварини знімали шкуру, після чого її тушу ділили спершу на більші частини, здебільшого по суглобах, а потім на менші. Первинний поділ здійснювався зазвичай за допомогою сокири, а вторинний за допомогою сокири або ножа. Також із кісток доволі часто зрізали ножем м'ясо, що здійснювалося ще до його варіння. Трубчасті кістки або черепи розколювали для добування з середини м'яких тканин.
За слідами діяльності людини на кістках і характером їх нанесення встановлено й інші напрями використання продуктів тваринництва після забою тварини. Зокрема, сліди на кістках корів та малої рогатої худоби свідчать про знімання і використання їх шкур. Рогові чохли і кістки корів використовувалися в косторізній справі. А сировиною для різьблення служили роги оленя та лося.
З приводу коней, було помічено, що залишки їх в давній Русі зменшилися, порівняно з залізним віком. Низька кількість кісток коней і собак на пам'ятках Києва Х-ХІІІ століть свідчить про те, що їхнє м'ясо не використовувалось в їжу за звичайних умов. Проте, на Десятинному провулку було виявлено льох, заповнений кінськими кістками із кухонними слідами. Це каже про випадки вживання в їжу конини за несприятливих умов, які могли бути пов'язані із тривалими військовими облогами міста, періодами голоду або іншими чинниками.

## Проблеми утримання
Зрозуміло, що тваринництво могло існувати лише за умови заготівлі кормів, які забезпечують життя худоби у зимові місяці. Це був нелегкий процес, тому обмежувалася кількість худоби. Вік більшості свиней, овець і кіз, що визначається за кістковими залишками, вказує на те, що забій худоби здійснювався в осінній та зимовий періоди. Велика кількість кісткових залишків молодих особин цих видів є наслідком проблеми їх утримання в зимовий час.